# 瀧野邦雄
瀧野 邦雄（たきの くにお、1957年 - ）は、日本の言語学者。和歌山大学経済学部教授。専門は中国思想史。

## 人物
1957年大阪府生まれ。大阪大学大学院修了。中国思想に関する歴史的研究と、清代における朱子学の研究をしている。

## 著書

### 単著
- 『李光地と徐乾學～康煕前期における党争～』（白桃書房、2004年）